# Ho99o9
Ho99o9 (pronunciat Horror) és un duo de rap punk estatunidenc fundat el 2012 a Newark per theOGM i Eaddy que es van traslladar a Los Angeles el 2014. Van ser un dels «10 New Artists You Need to Know» de Rolling Stone el 2014 i la «New Band of the Week» segons The Guardian. Han actuat al l'Afropunk Festival el 2014, al South by Southwest el 2015 i al Primavera Sound el 2016, i sovint se'ls ha comparat amb Black Flag i el grup de hip-hop experimental Death Grips.

## Història
TheOGM va néixer a Elizabeth i va créixer a Linden, i Eaddy és de Newark. Tots dos formaven part del mateix col·lectiu d'arts escèniques, NJstreetKLAN (també conegut com a JerseyKLAN). Van ser influenciats pels rapers DMX i Bone Thugs-n-Harmony durant la seva adolescència, però més endavant van començar a assistir a concerts de punk a Brooklyn de grups com Japanther, Cerebral Ballzy, The Death Set, i de rap de Ninjasonik i Theophilus London. Ho99o9 també cita com a influències les pel·lícules de terror i el director Rob Zombie. La crítica ha assenyalat les seves arrels punk i hip-hop, tot i que el grup s'ha comparat amb Death Grips, Big Black i Bad Brains.
L'episodi del 6 de novembre de 2014 del programa de televisió Last Call with Carson Daly va incloure una part dedicada a Ho99o9 i la seva actuació en directe. El director de cinema Bryan Ray Turcotte i el fotògraf Estevan Oriol van enregistrar l'actuació en el videoclip Casey Jones/Cum Rag que es va estrenar al Museu d'Art Contemporani de Los Angeles.

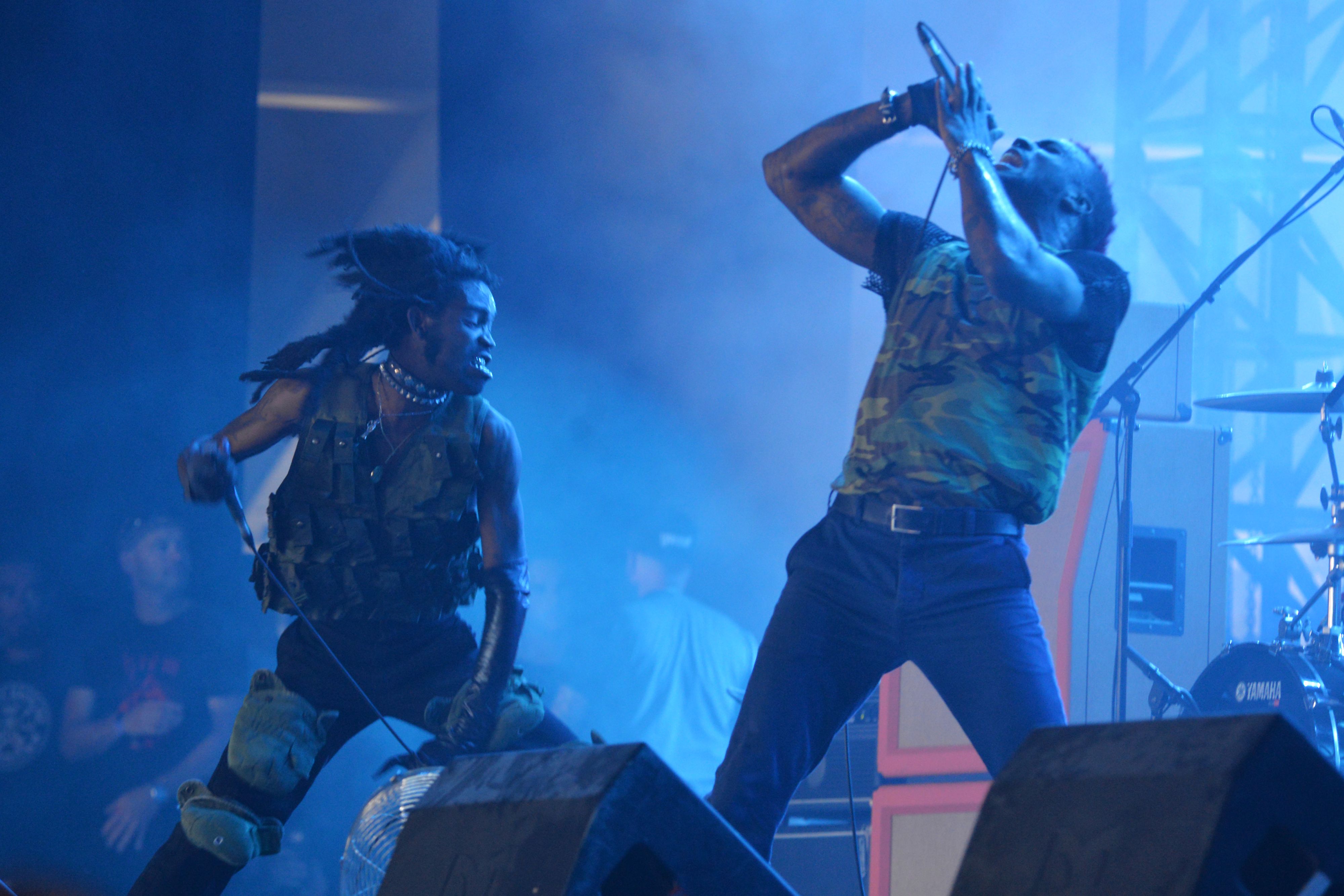
Ho99o9 al Hellfest el 2018

L'11 d'octubre de 2018, The Prodigy va publicar el senzill «Fight Fire with Fire», amb la col·laboració d'Ho99o9, del seu àlbum No Tourists. Ho99o9 va telonejar Three Days Grace, Prophets of Rage i Avenged Sevenfold en la gira End of the World. també va telonejar Korn, Alice in Chains i Underoath en una gira l'estiu del 2019.

## Discografia

### Àlbum d'estudi
- United States of Horror (2017)
- Skin (2022)[20]
- Ho99o9 presents Territory: Turf Talk, Vol. II (2023)

### Mixtapes
- Dead Bodies in the Lake (2015)
- Blurr (2020)
- Turf Talk Vol. 1 (2021)

### EP
- Mutant Freax (2014)
- Horrors of 1999 (June 9, 2015)
- Cyber Cop [Unauthorized MP3.] (2018)
- Cyber Warfare (2019)